# Paperlate
Paperlate est une chanson du groupe Genesis extraite de son deuxième Maxi Single - Extended Play EP - 3×3 et sortie en 1982 sur le label Charisma Records, laquelle atteint la 10e place dans les classements en 1982. Elle est sortie en single avec pour face B You Might Recall. Elle figure également sur la version américaine de l'album Three Sides Live.
Le titre provient d'une phrase d'une chanson de l'album de 1973 Selling England by the Pound (« Paper late, cried a voice in the crowd »). On retrouve dans les arrangements la section de cuivres Phenix Horns, du groupe Earth, Wind and Fire, que Phil Collins a  utilisé sur ses albums solo.
La pochette du maxi-single, réalisée par Gered Mankowitz en noir et blanc, est très similaire à celle de Twist and Shout des Beatles en 1963, avec les trois membres du groupe sautant dans les airs.

## Musiciens
- Phil Collins : Chant, batterie
- Tony Banks : Piano
- Mike Rutherford : Basse, guitare 12 cordes électrique

### Musiciens additionnels
- Phenix Horns :
  - Don Myrick : Saxophone
  - Louis Satterfield : Trombone
  - Rahmlee Michael Davis : Trompette
  - Michael Harris : Trompette